# Heinrich Krauss
Heinrich Krauss (ur. 1895, zm. ?) – zbrodniarz nazistowski, członek załogi niemieckiego obozu koncentracyjnego Flossenbürg i SS-Oberscharführer.
Z zawodu odźwierny. Członek NSDAP (od 1933 do 1940) i SS. Pełnił służbę w kompleksie obozowym Flossenbürg w marcu i kwietniu 1945 jako Rapportführer w podobozie Ansbach. Zasiadł na ławie oskarżonych w procesie US vs. Ottokar Tuma i inni przed amerykańskim Trybunałem Wojskowym w Dachau. Krauss skazany został na 5 lat pozbawienia wolności za maltretowanie więźniów.